# Kalamos (Attika)
Kalamos (Attika) (griechisch Κάλαμος Αττικής) ist eine Stadt ca. 45 km nördlich von Athen. Sie gehört zur Region Attika, deren Hauptstadt Athen ist. Kalamos erhielt 1912 den Status einer Landgemeinde (kinotita). 1920 wurde die Siedlung Agii Apostoli an der Küste als Teil der Gemeinde anerkannt. 2006 erfolgte die Hochstufung der Gemeinde Kalamos zur Stadtgemeinde (dimos).
Zum 1. Januar wurde Kalamos der Gemeinde Oropos einverleibt, in der sie einen Gemeindebezirk und gleichzeitig eine Ortschaft bildet, also eine lokale Vertretung innerhalb der Gemeinde wählt.
Die Ortschaft Kalamos besteht heute aus den Siedlungen Kalamos mit knapp 1792 Einwohnern, das rund zwei Kilometer von der Küste des südlichen Golfs von Euböa entfernt liegt, und der Hafenstadt Agii Apostoli (griech. Άγιοι Απόστολοι), die rund fünf Kilometer östlich von Kalamos direkt am Meer liegt und 1936 Menschen beherbergt.

## Tourismus
In Kalamos finden bis zu 7000 Touristen in Hotels, Gasthäusern und Pensionen Platz. Aufgrund der Lage bietet Kalamos einen guten Ausgangspunkt für weitere Unternehmungen. In wenigen Autominuten ist das Meer zu erreichen, die Hauptstadt Athen ist ca. eine Autostunde entfernt und zudem über diverse Busverbindungen zu erreichen.